# Mehdí Bazargán
Mehdí Bazargán (1907-1995) fue un destacado político, catedrático y estudioso iraní del Corán. Tras años de militancia demócrata bajo la monarquía de Mohammad Reza Pahlaví, encabezó el gobierno interino de Irán tras la Revolución Islámica de 1979, convirtiéndose en el primer ministro de la República Islámica de Irán.
Viceministro ya en tiempos de Mohammad Mosaddeq, Bazargán era mucho más religioso que la mayoría de sus compañeros en el Frente Nacional de Irán. En 1961, participó en la fundación del Movimiento de Liberación de Irán (en persa, نهضت آزادی Nehzat-e Azadí), cuyas referencias combinaban el nacionalismo iraní, el liberalismo occidental y el islam chiita duodecimano. Según Ervand Abrahamian: «los secularistas lo consideraban demasiado religioso, y los religiosos demasiado secularista». Dimitió del cargo de primer ministro en protesta por el secuestro del personal estadounidense en 1979.